# Udim
Udim (Hebreeuws: אוּדִים) is een mosjav in Israël, gelegen in het westen aan de Middellandse Zee. In 2012 had het 1.229 inwoners. De dichtstbijzijnde stad is Netanja.
De mosjav is in 1948 gesticht door holocaustoverlevenden. 

## Overleden
- Samuel Willenberg (2016)